# Gaston Kelman
Pour les articles homonymes, voir Kelman.
Gaston Kelman est un écrivain français d'origine camerounaise, né le 1er septembre 1953 à Douala (Cameroun français).

## Biographie
Élevé dans une culture chrétienne, il entre au séminaire le 15 septembre 1965.
Il obtient une maîtrise de littérature en Angleterre où il sera membre des Black Panthers.
Il arrive en France en 1982 et s'y marie l'année suivante.
Directeur de l'Observatoire du Syndicat d'agglomération nouvelle de la ville d'Évry pendant dix ans[réf. souhaitée], il est l'auteur en 2003 de l'essai Je suis noir et je n'aime pas le manioc, dans lequel il dénonce certains préjugés envers les Noirs.
Il a longtemps été[évasif] intervenant régulier de l'émission de radio Les Grandes Gueules sur RMC.

## Idées
Kelman défend le droit de chacun de choisir dans sa culture d'origine ce que l'on garde ou non. Ainsi, selon ses propos, on peut être noir et ne pas aimer le manioc, et lui-même se revendique comme bourguignon. Dans Au-delà du noir et du blanc, il écrit : « Je ne me réveille pas tous les matins au son du djembé. Je ne me réveille pas avec sur le visage le crachat qu'a pris mon père colonisé. Je ne me réveille pas le corps meurtri par les coups qu'ont reçus les ancêtres des Noirs américains ou des Noirs antillais. Je voudrais cesser d'être un Noir. Je voudrais être tout simplement un homme ».
Selon ses partisans[Lesquels ?], il ouvre une nouvelle sortie face au racisme, en ne prônant pas seulement la faute des Blancs ou celle des Noirs, mais des deux. Ils considèrent son ouvrage comme une véritable suite de la lutte contre le racisme de l'essai Peau noire, masques blancs écrit par Frantz Fanon. Sa pensée s'inspire aussi de celle d'Aimé Césaire dont le Cahier d'un retour au pays natal l'a influencé.[Interprétation personnelle ?]

En juillet 2007, il prend position en faveur du Ministère de l'Immigration, de l'Intégration, de l'Identité nationale et du Développement solidaire créé par Nicolas Sarkozy : 

« Que reproche-t-on à ce ministère qui, pour ma part, est le plus ambitieux que l’on ait jamais conçu en la matière ?… En liant immigration et identité nationale, le pouvoir reconnaît que l’immigration est constitutive de cette identité qu’elle doit enrichir, mais dont elle peut aussi menacer les fondements. Donc, vigilance ! Toute nation a une identité. »

— Gaston Kelman, Libération, 16 juillet 2007
Ancien du Parti socialiste, il rejoint en novembre 2007 le mouvement de La Gauche moderne[réf. souhaitée]. Le 1er juillet 2009, il rejoint le gouvernement en qualité de conseiller chargé de l'Identité nationale auprès du ministre Éric Besson. Il a aussi participé avec d'autres personnalités à la rédaction, pour le compte de l'Institut Montaigne, du livre intitulé Qu'est-ce qu'être français ? qui paraît en novembre 2009. En mai 2010, il quitte le cabinet ministériel : « Je pars sans amertume ni regret d'aucune sorte. Il est toujours plus intéressant de voir les choses de l'intérieur »[réf. nécessaire].

## Publications
- Je suis noir et je n'aime pas le manioc, Max Milo, 2003, 182 p. (ISBN 978-2-914388-54-2)
- Au-delà du noir et du blanc, Paris, Max Milo, 2005, 252 p. (ISBN 978-2-264-04420-4)
- Parlons enfants de la patrie, Max Milo, 2007, 251 p. (ISBN 978-2-35341-007-1)
- Les Blancs m'ont refilé un dieu moribond, Desclée de Brouwer, 2007, 151 p. (ISBN 978-2-220-05849-8)
- Les Hirondelles du printemps africain : ma rencontre avec Ely Ould Mohamed Vall, le père de la démocratie mauritanienne, Paris, J.C. Lattès, 2008, 210 p. (ISBN 978-2-7096-2979-9 et 2-7096-2979-8, lire en ligne)
- La Bible de l'humour noir, Neuilly-sur-Seine, Michel Lafon, 2012, 284 p. (ISBN 978-2-7499-1609-5)
- Monsieur Vendredi en Cornouaille, Neuilly-sur-Seine, Michel Lafon, 2013, 333 p. (ISBN 978-2-7499-1768-9)
- Le Cameroun : Pays de l'eau et du feu, Jaguar, 2015, 168 p.  (ISBN 978-2-86950-500-1))
- La France, pays de race blanche … Vraiment ?, Neuilly-sur-Seine, L'Archipel, 2016, 190 p. (ISBN 978-2-8098-1843-7)
- Le crépuscule d'un sherpa, Les affaires africaines de William Bourdon, 2021  (ISBN 2315008913)
- L’Immortel de Boumnyebel : Dialogue d’outre vie, consacrée au grand leader de la lutte pour l’indépendance : Ruben Um Nyobé (1913-1958), Paris, Proximité, 2024, 180 p. (lire en ligne)